# Rofecoxib
Rofecoxib is een niet-steroïdale ontstekingsremmer (NSAID) ontwikkeld door Merck & Co. als middel tegen reumatische artritis, acute pijn en menstruatiepijn (dysmenorroe). Rofecoxib werd in mei 1999 toegelaten op de markt onder de merknamen Vioxx, Ceoxx en Ceeoxx. Rofecoxib is een cyclo-oxygenase-2-remmer.
Vioxx werd aangeprezen omdat er ten opzichte van conventionele NSAID-ontstekingsremmers/pijnstillers veel minder maag- en darmproblemen zouden optreden. Een regelmatig voorkomende bijwerking zijn hartproblemen, soms met dodelijke afloop, waardoor het middel in september 2004 van de markt werd gehaald. Daarnaast bleek Vioxx de theoretische voordelen van een Cox-2-remmer niet te kunnen waarmaken.